# Монжо
Монжо́ (фр. Montjaux, окс. Montjòus) — коммуна во Франции, находится в регионе Окситания. Департамент — Аверон. Входит в состав кантона Сен-Бозели. Округ коммуны — Мийо.
Код INSEE коммуны — 12153.

## География
Коммуна расположена приблизительно в 530 км к югу от Парижа, в 130 км северо-восточнее Тулузы, в 39 км к юго-востоку от Родеза.

## Население
Население коммуны на 2008 год составляло 393 человека.
| 1962 | 1968 | 1975 | 1982 | 1990 | 1999 | 2008 |
| ---- | ---- | ---- | ---- | ---- | ---- | ---- |
| 414  | 501  | 444  | 423  | 382  | 388  | 393  |

## Администрация
| Период | Период | Фамилия         | Партия                 | Примечания                           |
| ------ | ------ | --------------- | ---------------------- | ------------------------------------ |
| 1995   | 2001   | Арман Вернет    | Центристские демократы | член генерального совета (1970—2001) |
| 2001   |        | Жан-Клод Фурнье |                        |                                      |

## Экономика
В 2007 году среди 259 человек в трудоспособном возрасте (15—64 лет) 177 были экономически активными, 82 — неактивными (показатель активности — 68,3 %, в 1999 году было 62,7 %). Из 177 активных работали 163 человека (101 мужчина и 62 женщины), безработных было 14 (6 мужчин и 8 женщин). Среди 82 неактивных 26 человек были учениками или студентами, 33 — пенсионерами, 23 были неактивными по другим причинам.

## Достопримечательности
- Дом Бермон (XIII век). Памятник истории с 1930 года[3]
- Церковь Сен-Кириню[фр.] (XII век). Памятник истории с 1909 года[4]
- Дольмен Пюш. Памятник истории с 1889 года[5]
- Замок Монжо[фр.] (XV век). Памятник истории с 1978 года[6]

## Фотогалерея

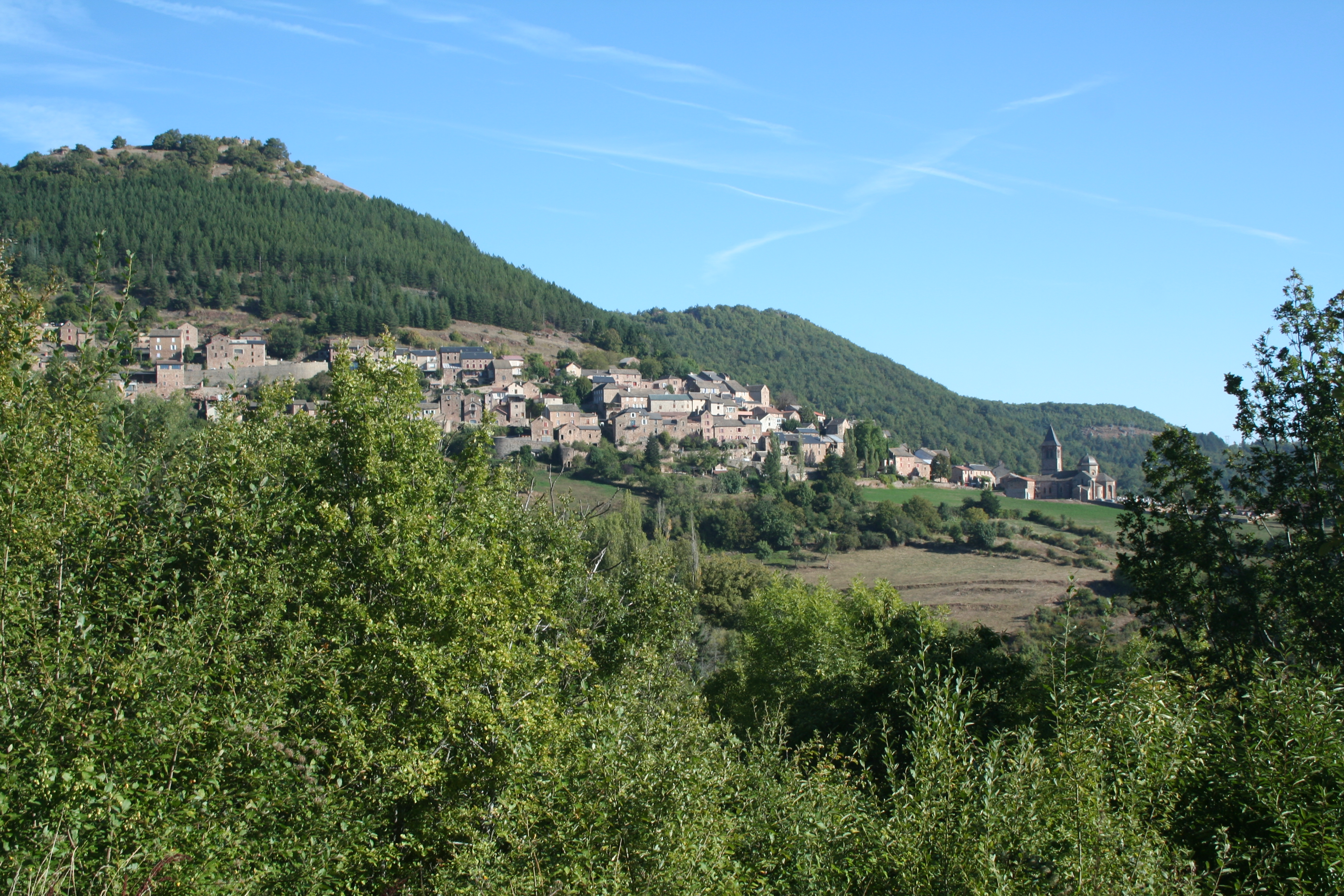
Монжо
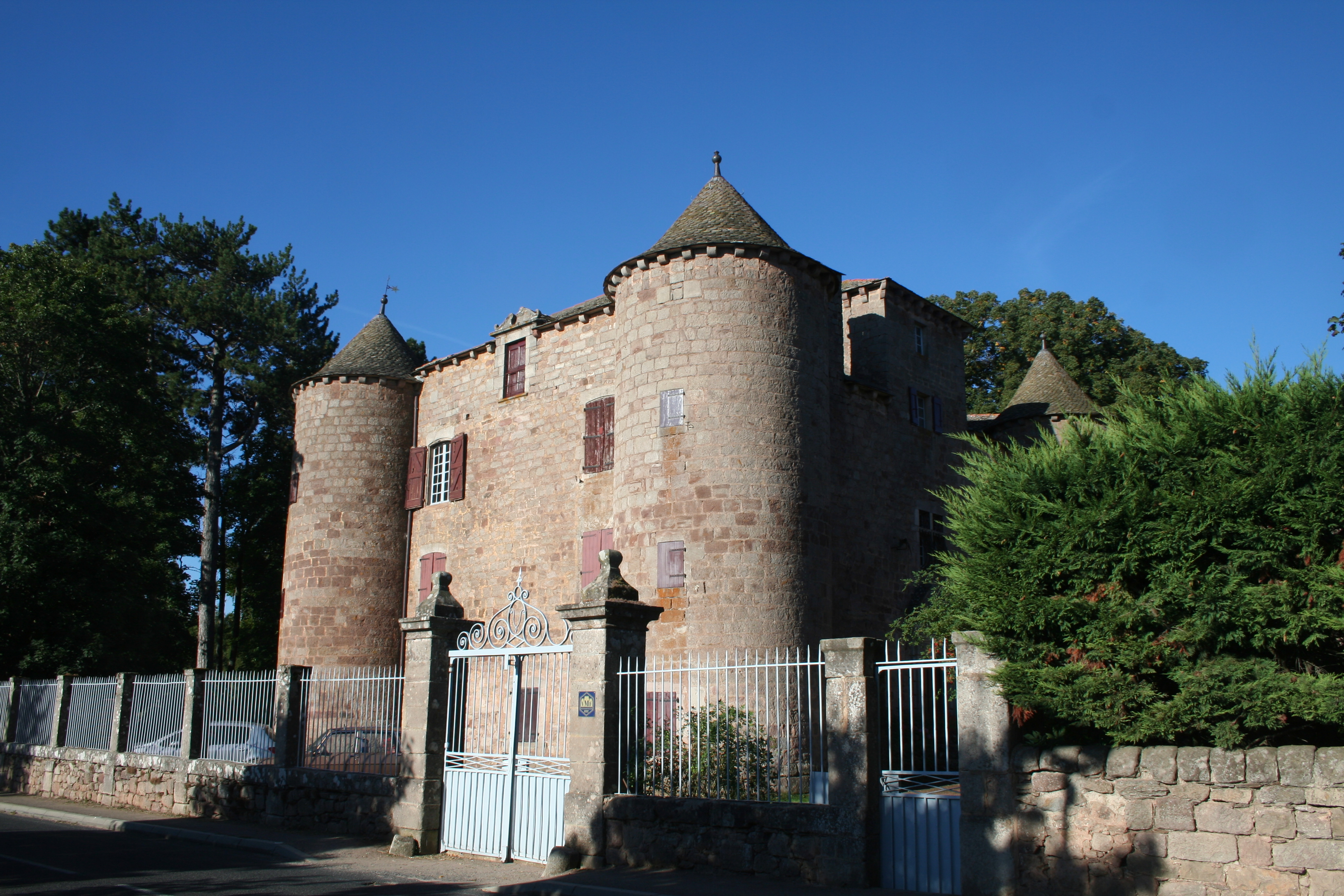
Замок Монжо
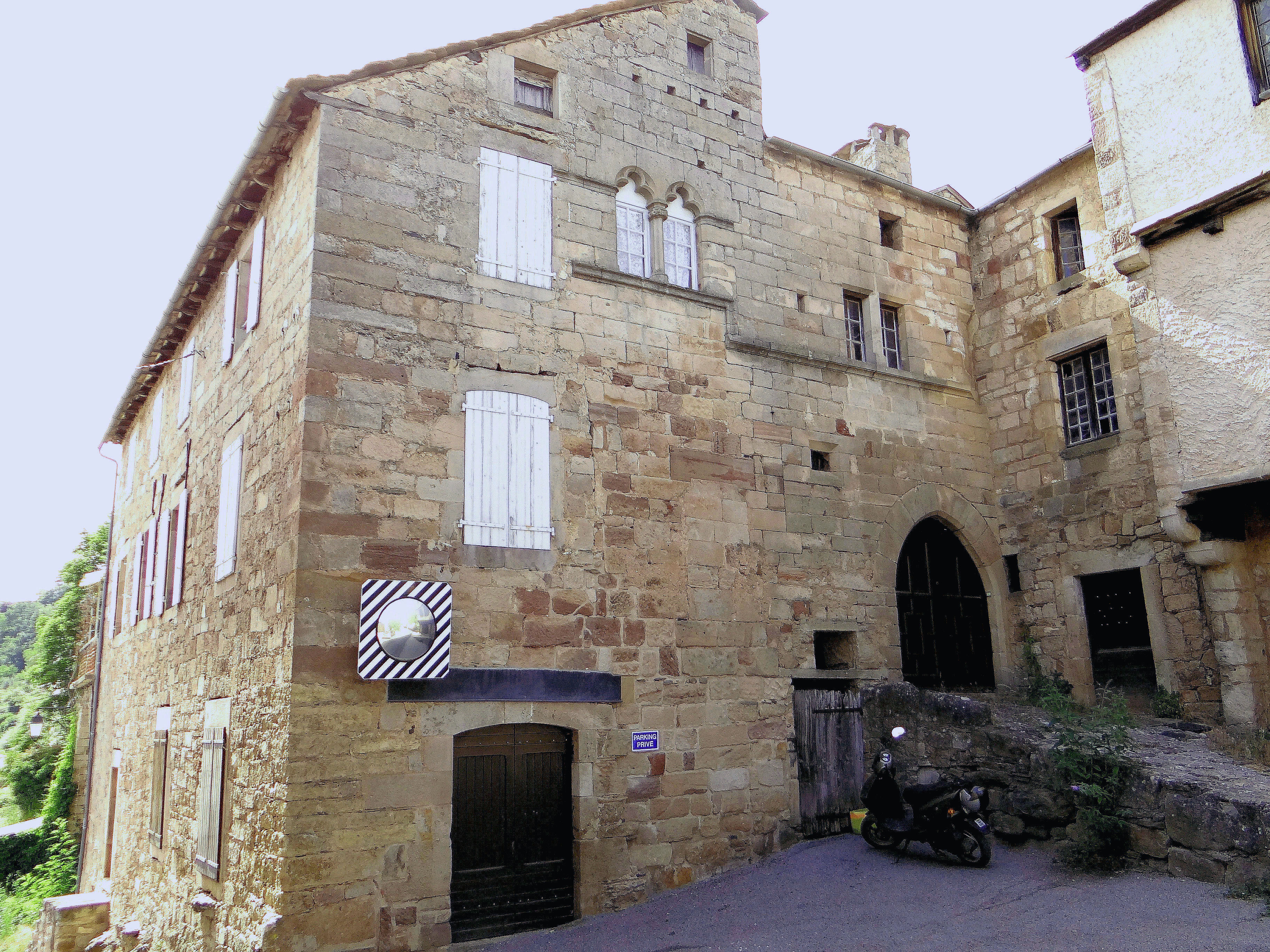
Дом Бермон
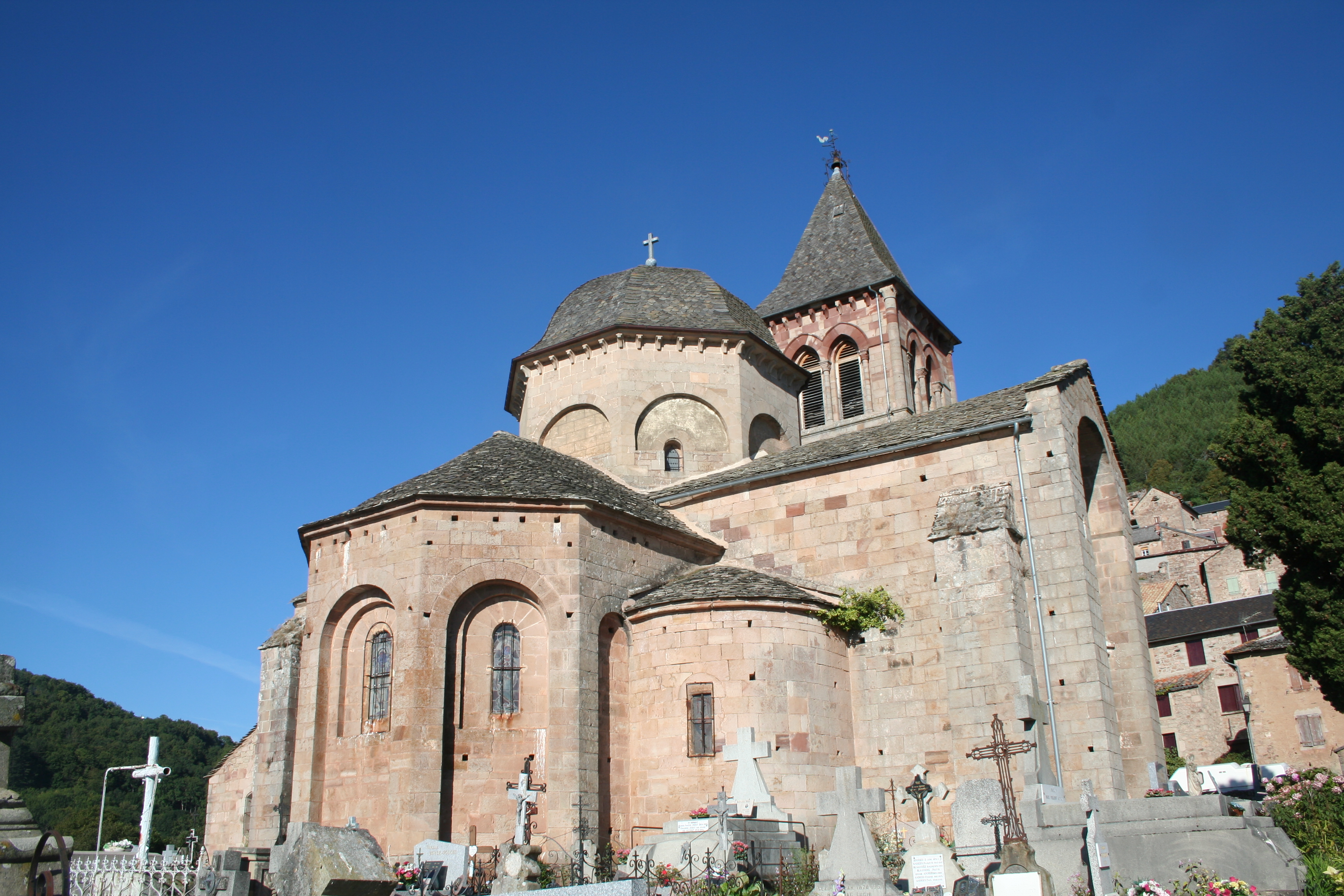
Церковь Сен-Кириню
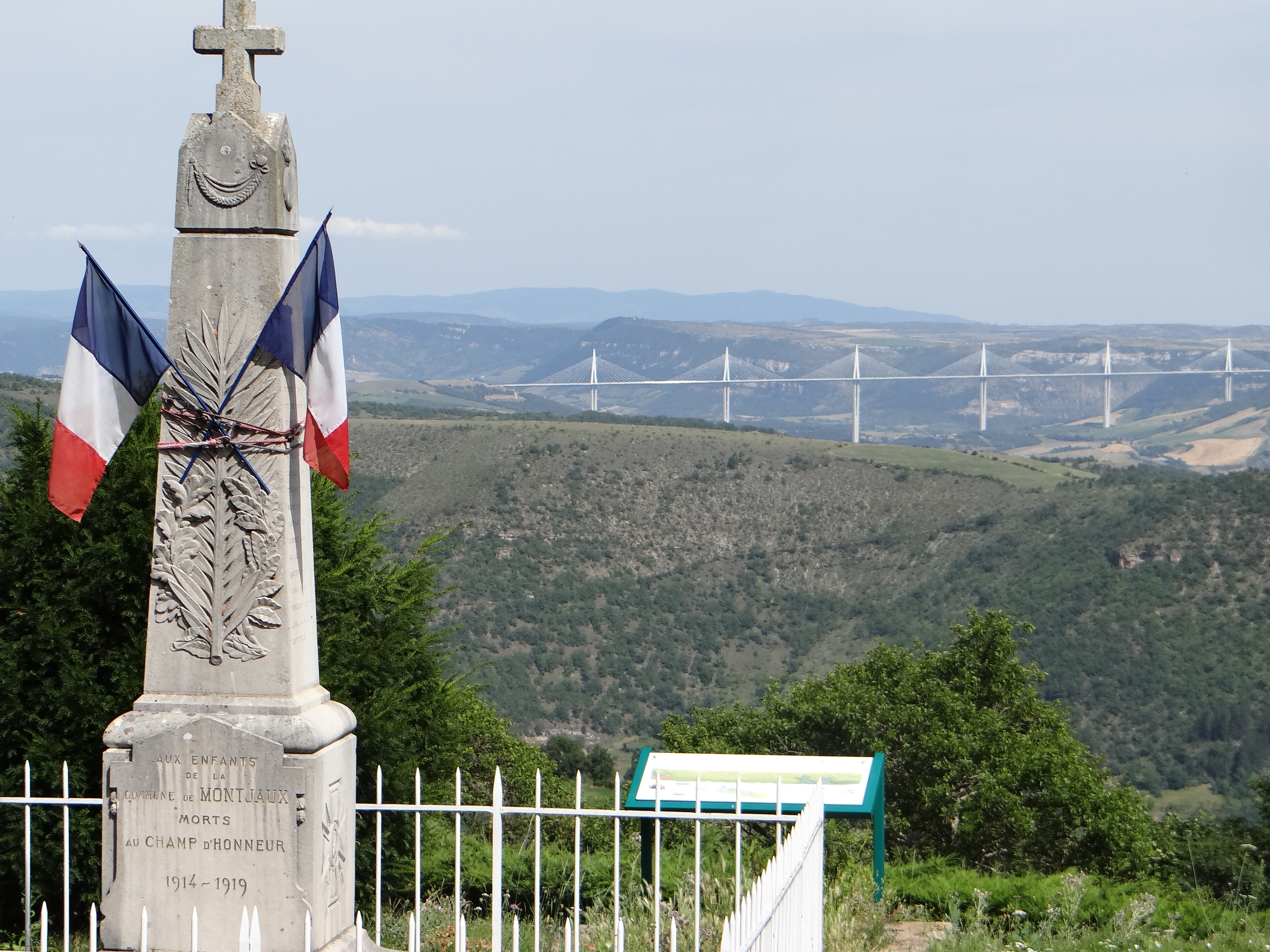
Памятник погибшим в Первой мировой войне